# Lamarche-sur-Saône
Lamarche-sur-Saône – miejscowość i gmina we Francji, w regionie Burgundia-Franche-Comté, w departamencie Côte-d’Or.
Według danych na rok 1990 gminę zamieszkiwały 1223 osoby, a gęstość zaludnienia wynosiła 36 osób/km² (wśród 2044 gmin Burgundii Lamarche-sur-Saône plasuje się na 190. miejscu pod względem liczby ludności, natomiast pod względem powierzchni na miejscu 127.).